# تاشبيبت (سيدي بدهاج)
تاشبيبت هي إحدى مشيخات المملكة المغربية، تتبع جغرافيا لإقليم الحوز وإداريًا لسيدي بدهاج. يقدر عدد سكانها بـ 1776 نسمة حسب الإحصاء الرسمي للسكان والسكنى لسنة 2004.